# C-base

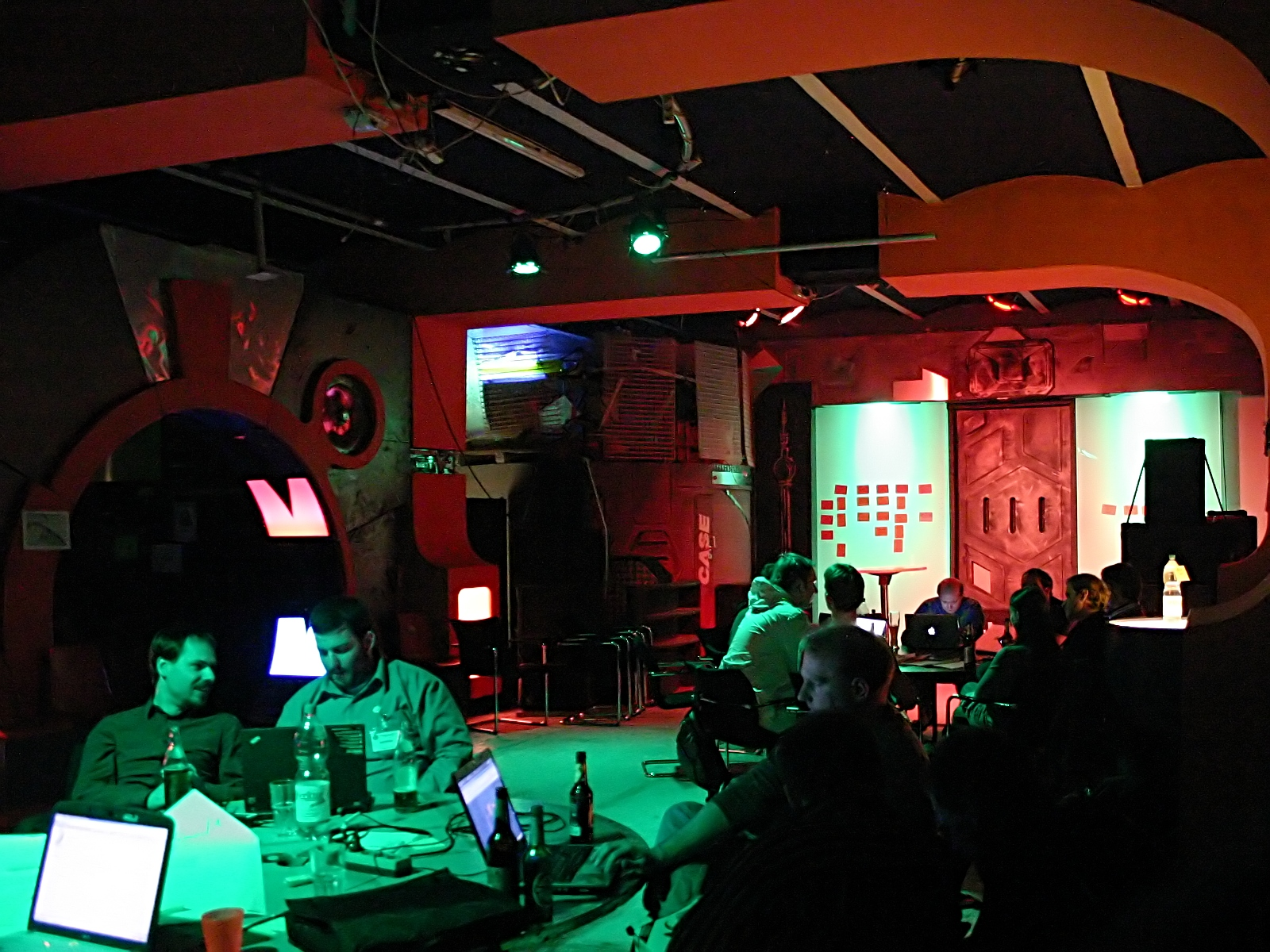
C-base

C-base är en Hackerspaceklubb i Tyskland för personer intresserade av datorer och musik.  Klubben startades 1995 och sysslar med trådlösa nätverk samt mjuk- och hårdvara.
I klubbens mytologi sägs den vara en del av en rymdstation som kraschat i Berlin, och Fernsehturm, som är granne med C-base, sägs vara rymdstationens antenn.